# Nicolas Gosse
Pour les articles homonymes, voir Gosse.
Nicolas Gosse ou François Nicolas-Louis Gosse est un peintre français né à Paris le 2 octobre 1787, mort à Soncourt-sur-Marne le 9 février 1878.

## Biographie
Il est le fils de Noël-François Gosse et de Marie Leclerc. Il épouse Cécile-Eugénie-Prudence Lucquin. 
Il fut élève de François-André Vincent, qui lui apprit l'art du dessin précis, de la touche brillante et des tons contrastés. Ses portraits sont d'une grande distinction dans la fermeté du graphisme. Les sujets de genre « troubadour » qu'il envoie au Salon de 1808 à 1870 montrent une conception ingénieuse de la composition théâtrale comme le confirment les scènes de l'épopée napoléonienne, et celles du règne de Charles X et de Louis-Philippe (galerie historique de Versailles). Il obtient une médaille de troisième classe en 1819, puis une de seconde classe en 1824. En 1828 il est fait chevalier de l'ordre national de la Légion d'honneur, puis promu officier en 1870.
Gosse est l'oncle du peintre Émile Bin (1825-1897), qui fut son élève.
Il est inhumé au cimetière de Montmartre, 12e division, avec son épouse, Cécile Lucquin, décédée à Paris le 30 octobre 1858.

### Hommages
- François-Joseph Heim, Charles X distribuant des récompenses aux artistes exposants du salon de 1824 au Louvre le 15 janvier 1825, 1827, Musée du Louvre - Nicolas Gosse est l'un des artistes représentés.
- Portrait sérieux du peintre Louis-François-Nicolas Gosse (1787-1878), buste de terre cuite en hermès par Jean-Pierre Dantan (dit Dantan Jeune), 1856, Musée Carnavalet[5].
- Portrait-charge de Louis-François-Nicolas Gosse (1787-1878), peintre d'histoire, buste de terre cuite par Jean Pierre Dantan (dit Dantan Jeune), 1856, Musée Carnavalet[6]
- Nicolas Louis François Gosse - Peintre français, photographie, épreuve sur papier albuminé à partir d'un négatif verre, contrecollée sur papier canson, par Pierre Petit, vers 1865, musée d'Orsay[7]

## Œuvres

### Collections publiques
- Beauvais, musée (en dépôt) : Liberté, Égalité, Fraternité ou l'esclavage affranchi, tableau allégorique de la République française (personnification des trois grands principes proclamés en 1848)[8],[9],[10]
- Bordeaux, musée des Beaux-Arts : Portrait d'homme avec petite fille, 1866[11]
- Dijon, musée Magnin, Portrait du Dr Lachaise en costume turc (1797-vers 1870), 1825.
- Dreux, musée d'Art et d'Histoire, Portrait de Louis-Philippe à cheval, huile sur toile, 1831.
- Lisieux, musée d'art et d'histoire Jean Le Hennuyer, évêque de Lisieux, sauve la vie aux protestants de son diocèse[12], 1834.
- Mâcon, musée des Ursulines : Portrait posthume de Charles de Nonjon, vicomte d'Yversay (1800-1830), 1837[13]
- Nauplie (Grèce), Pinacothèque nationale : La bataille de l'acropole, huile sur toile, 1827[14].
- Paris, 
  - Cirque d'hiver : avec Félix-Joseph Barrias, il orne le bâtiment de l'histoire des jeux, 1852[15].
  - école des mines de Paris :  
    - Portrait de Horace Bénédicte de Saussure, huile sur toile, 1842[16]
    - Portrait de René Just Haüy, huile sur toile, 1843
    - Portrait de Dieudonné dit Déodat, Gratet de Dolomieu, huile sur toile, 1843[17],[18].

  - église Saint-Nicolas-du-Chardonnet : 
    - La Vierge triomphante
    - La présentation de la Vierge au Temple
    - Le Mariage de la Vierge, sainte Anne et saint Joachim (1860).

  - musée Carnavalet : 
    - Portrait présumé de François de Boissy d'Anglas (1756-1826), homme politique, 1831[19]
    - La reine Marie-Amélie, accompagnée de Madame Adélaïde, des princesses Louise et Marie et du prince de Joinville, visite les blessés de Juillet à l'ambulance de la Bourse, sous la conduite du docteur Guillon, le 25 août 1830, 1832[20],[21]

  - musée de l'Armée (Invalides) 
    - Le général Bernard-Georges-François Frère (1764-1826), huile sur toile, 230 × 170 cm, 1808

  - musée du Louvre  :
    - salle 644, avec Auguste Vinchon, Huit scènes de la vie antique, grisailles, 65 × 55 cm, 1827[22],[23],[24],[25],[26]
    - salle 647, avec Auguste Vinchon, Huit scènes homériques, grisailles, 65 × 55 cm, 1827[27],[28],[29]
    - salle 648, avec Auguste Vinchon, angles des voussures, Onze scènes de la vie civile des anciens, huile sur toile, 65 × 55 cm,  1827[30],[31],[32],[33]
    - salle 649, avec Auguste Vinchon, Huit scènes homériques, grisailles, 65 × 55 cm, 1827[34],[35]
    - salle Percier (salle 706), plafonds, L'Europe civilisée par les Sciences, les Arts et les Lettres et Les Arts rendent hommage à la Concorde, médaillons imitant des bas-reliefs, 1831 et 1833[36]
    - François-Alexandre Fromont, huile sur toile, 65 × 55 cm, 1829[37],[38]
    - Ex-voto à sainte Geneviève (Sainte Geneviève protégeant la France), 218 × 132 cm, 1854[36]
    - Napoléon III visitant le chantier du nouveau Louvre, huile sur toile, 34 × 44 cm, 1854[39],[40]
    - Louis XI aux pieds de Saint François de Paul, 64 × 88 cm, 1843[41],[42]

  - Petit Palais :
    - Esquisse pour l'église Saint-Nicolas-du-Chardonnet : La Vierge Triomphante, huile sur toile, 1857[43]
    - Esquisse pour l'église Saint-Nicolas-du-Chardonnet : Le Mariage de la Vierge, 1857[44]
    - Esquisse pour l'église Saint-Nicolas-du-Chardonnet : La Présentation de la Vierge au Temple, 1857[45],[46]

  - église Saint-Étienne-du-Mont : Ex-voto, présenté au Salon de 1808[47],[48]
  - Sorbonne :
    - La théologie ; Les sciences ; Les lettres, trois tableaux formant une partie de la décoration de l'amphithéâtre construit par l'abbé Nicolle en 1823. Cet amphithéâtre servit jusqu'en 1889 et disparut en 1893 ainsi que les tableaux[49],[50]
    - Repeints dans la coupole de l'église de Jacques Lemercier, 1825[51]

- Reims, Palais du Tau, Réception des chevaliers du Saint-Esprit lors du sacre de Charles X[52]. Commande de Louis-Philippe à la fin de son règne.
- Rennes, palais de Justice :  un grand plafond représentant La Justice et les Vertus, flanqué de quatre écoinçons: la Paix, la Clémence, l'Éloquence, et l'Histoire[53].
- Strasbourg, musée des Beaux-Arts (dépôt du musée national du château de Versailles) : Louis-Georges-Erasme, marquis de Contades, maréchal de France (1704-1775), 1835[54]
- Valenciennes, musée des Beaux-Arts : Napoléon reçoit à Erfurt l'Ambassadeur d'Autriche en 1808, 1838[55]
- Vannes, cathédrale, (transept nord) :
  - La Charité, 1842[56]
  - La Mort de saint Vincent Ferrier à Vannes en 1419, 1845[57],[58].
- Versailles, musée national du château de Versailles et de Trianon :
  - Louis-Philippe Ier refuse la couronne offerte par le Congrès belge au duc de Nemours, le 17 février 1831, 1836[59]
  - La reine Marie-Amélie et la famille royale visitent les blessés, 25 août 1830, 1832[60],[61],[62]
  - Napoléon reçoit la reine de Prusse à Tilsitt, 6 juillet 1807, 1837[63]
  - Napoléon reçoit à Erfurt l'ambassadeur d'Autriche, octobre 1808, 1838[64],[65]
  - Le roi Charles X se rendant à l'église Notre-Dame, 27 septembre 1824, 1840[66]
  - Représentation de Richard Cœur de Lion, septembre 1843[67],[68]

### Ventes publiques
- Paris, dès le 10 mars 1839:  Bacchus & Ariane et Pâris & Hélène (deux pendants).
- Portrait de dame en buste, 1821[69]
- Portrait présumé du Baron Claude Germain Louis de Villiers, 1823[70]
- Portrait d'Aglae Françoise Lebe Gigun (née le 22 novembre 1826), 1829[71]
- Portrait de jeune femme, 1829[72]
- Étude de vieillard en buste, 1829 (sans doute exposé au Salon de 1831)[73]
- Portraits de M et Mme de Beauchesne, 1852[74]
- Portrait d'enfant, 1857[75]
- Zéphir, 1862[76]
- Portrait de jeune homme, s.d[77]

### Lithographies[78]
- Costume de Philippe, rôle du Vampire (Théâtre de la Porte Saint-Martin), 1820
- Potier, rôle du père sournois (Petites Danaïdes), vers 1820
- Une planche dans les Voyages pittoresques, Normandie, t. I, 1820, p. 29 : Tombeau de deux amants
- Pièce allégorique sur le duc de Berry et son fils, 1820
- Vue prise d'un lavoir sur la rivière d'Ill à Strasbourg, 1822
- La sensible Flore, le bon Quinola (chiens), 1823
- Planche avec Cogniet, Delaroche, Picot, etc., dans l'Artiste et le philosophe, par A. Jal, 1824
- Porte Saint-Antoine à Sens, 1824
- Vautrin, rôle de Bugg, 1828

### Galerie

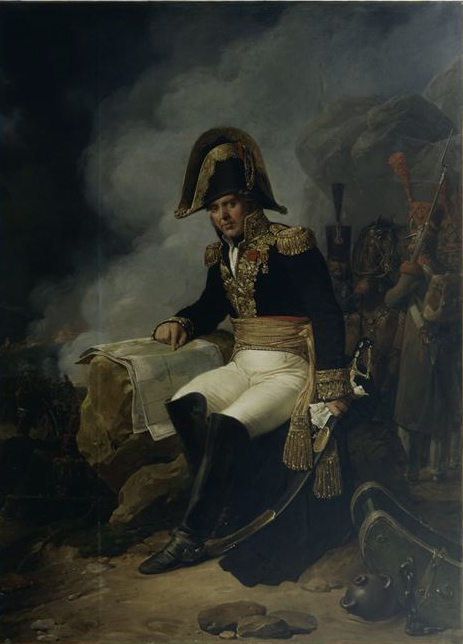
Le général Bernard-Georges-François Frère (1764-1826), 1808, Musée de l'Armée
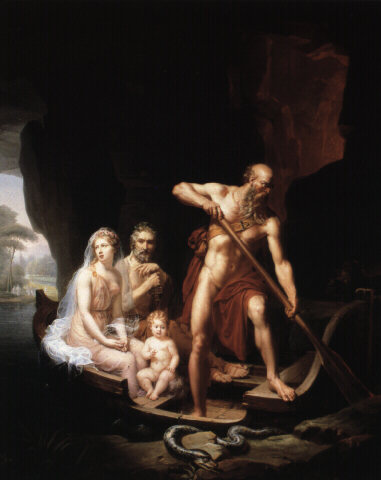
Passage de la rivière Styx, 1819
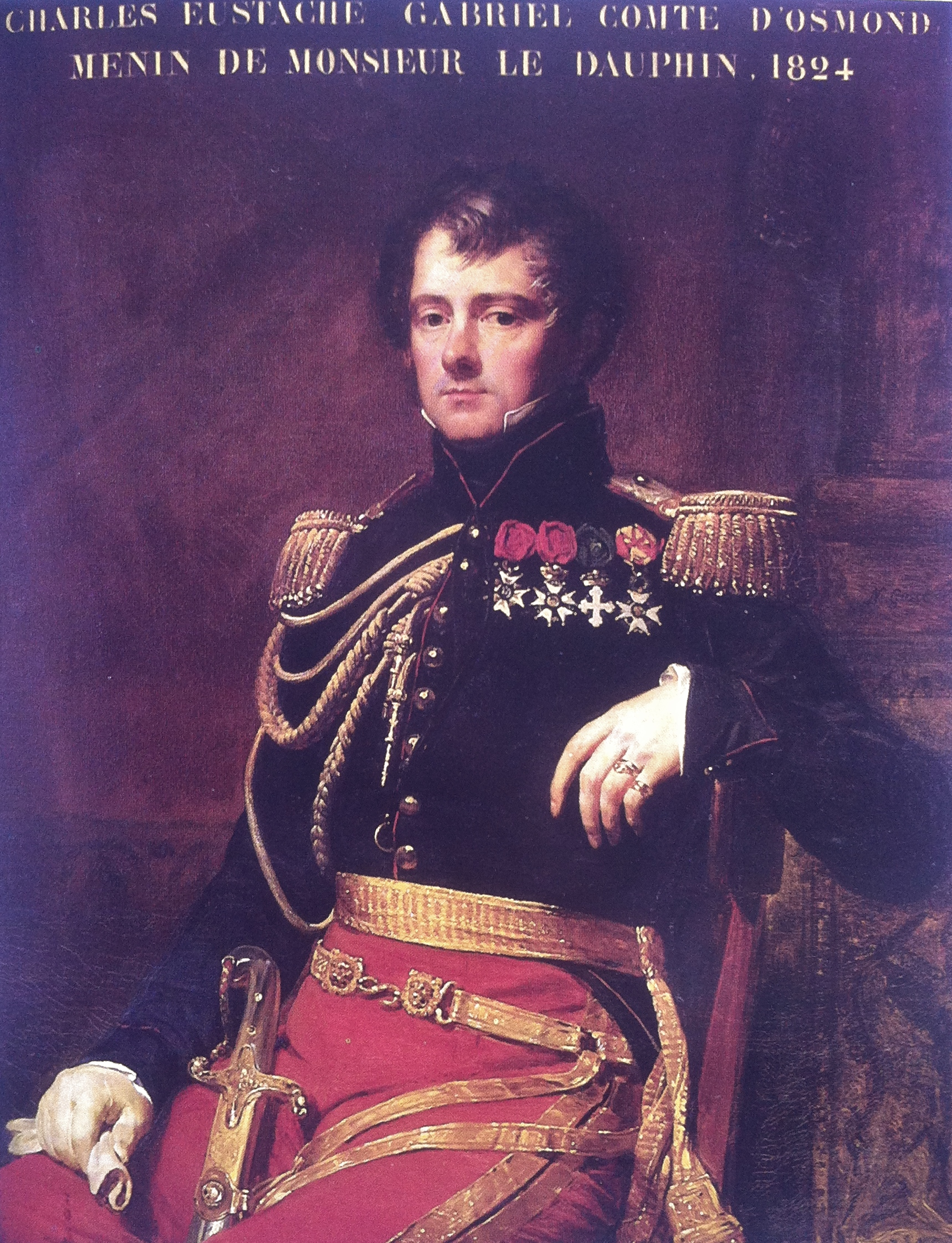
Charles Eustache Gabriel "Rainulphe", comte d'Osmond, 1824
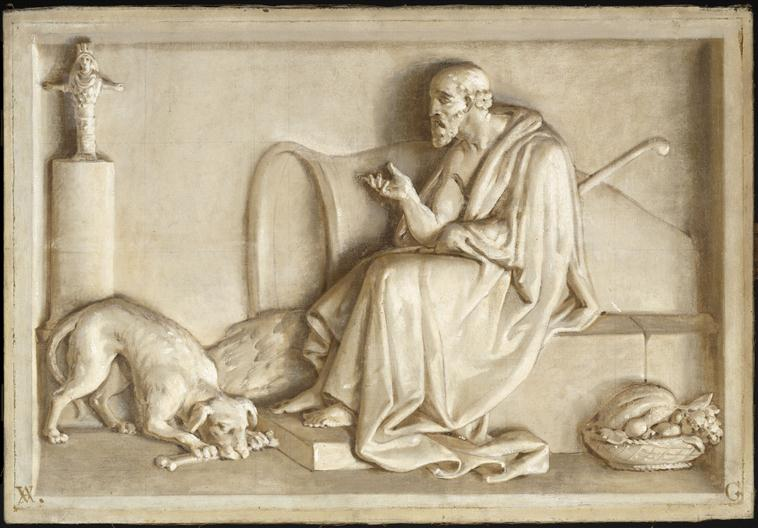
Nicolas Gosse et Auguste Vinchon, Philosophe cynique, 1827, Musée du Louvre
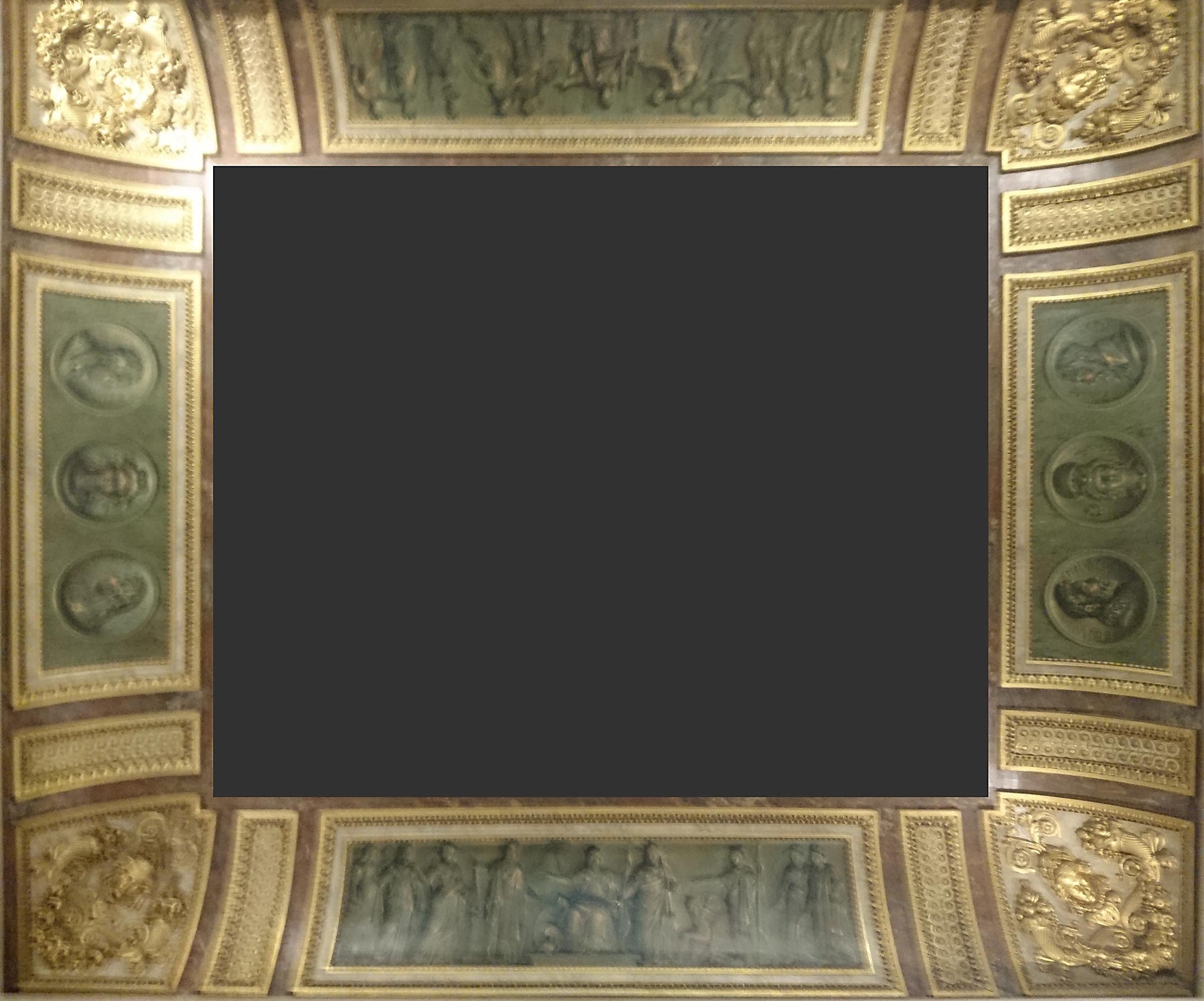
Médaillons de la salle Percier et Fontaine, 1831, Musée du Louvre
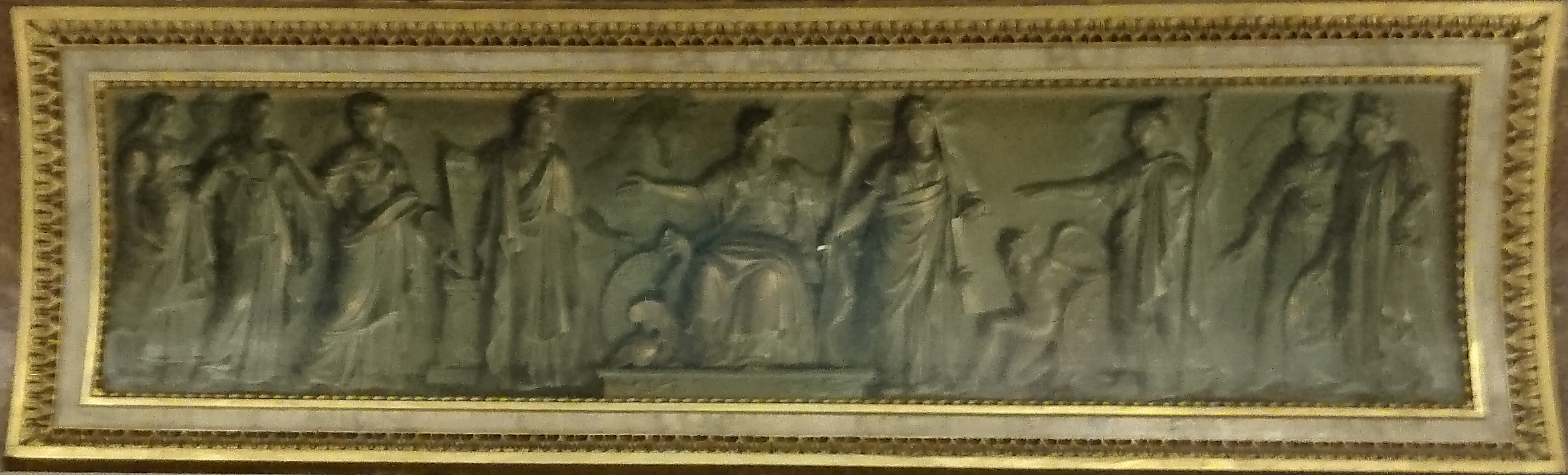
L'Europe civilisée par les Sciences, Les Arts et les Lettres, 1831, Musée du Louvre
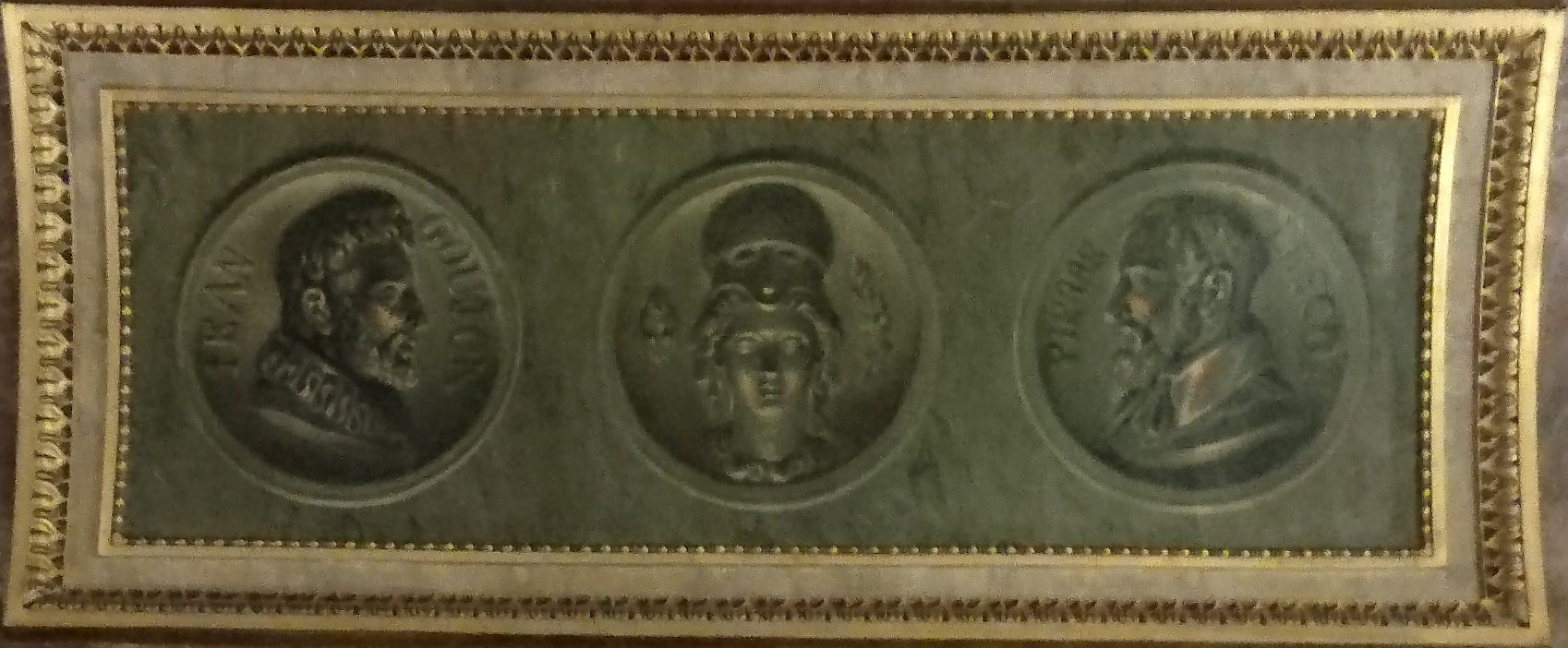
Médaillons de Goujon et Lescot, 1831, Musée du Louvre
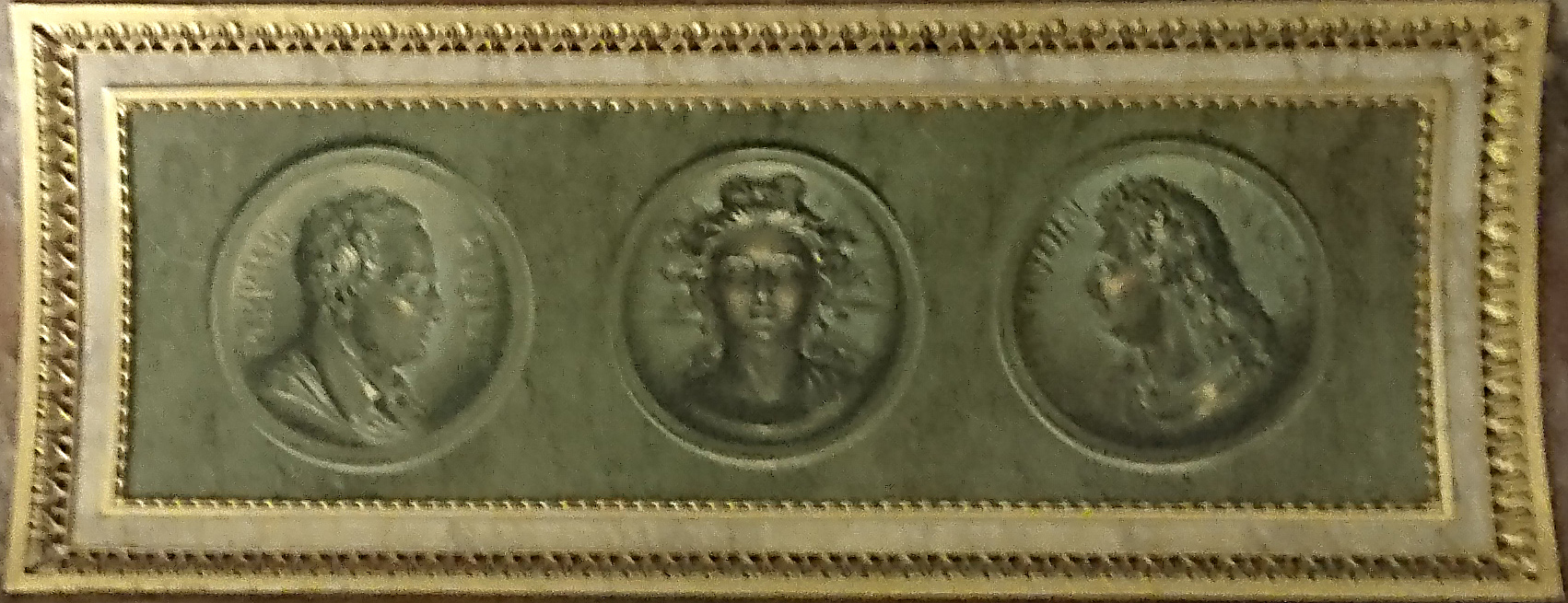
Médaillons de Puget et Mansart, 1831, Musée du Louvre
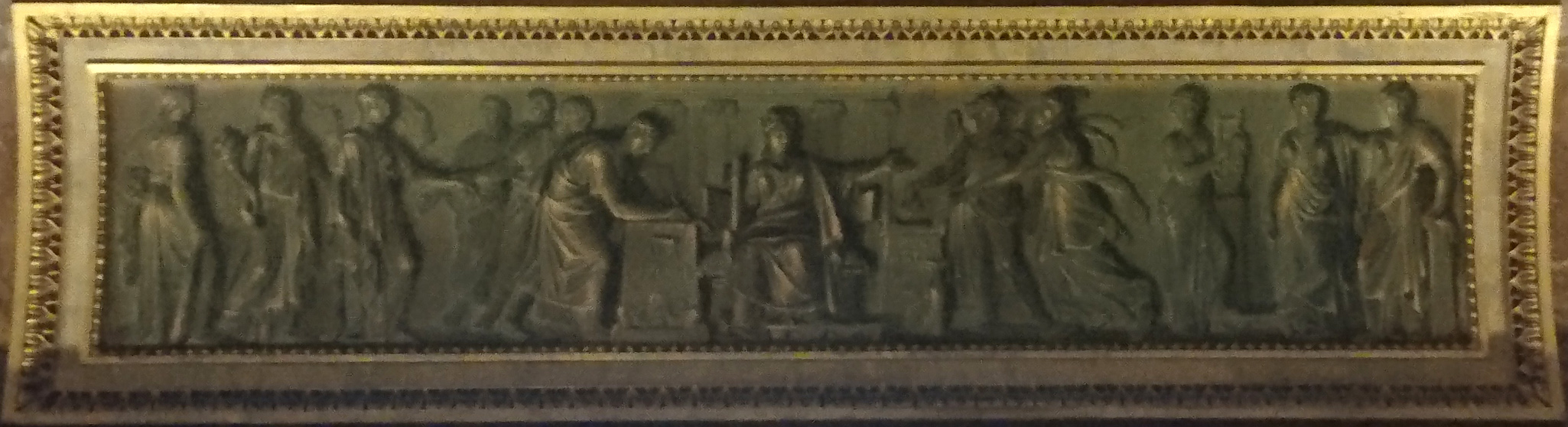
Les Arts rendent hommage à la Concorde, 1831, Musée du Louvre
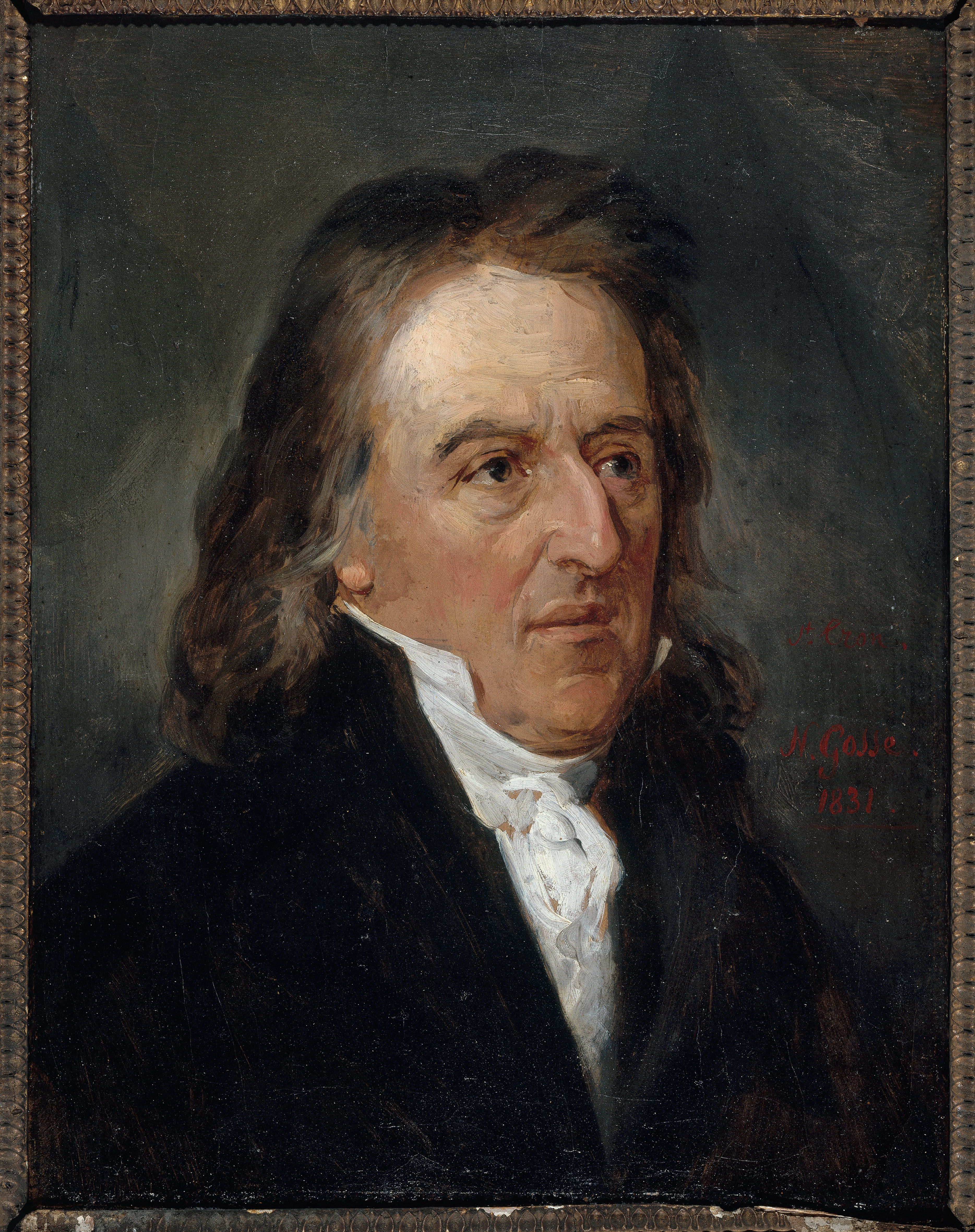
Portrait présumé de François de Boissy d'Anglas (1756-1826), homme politique, 1831, Musée Carnavalet
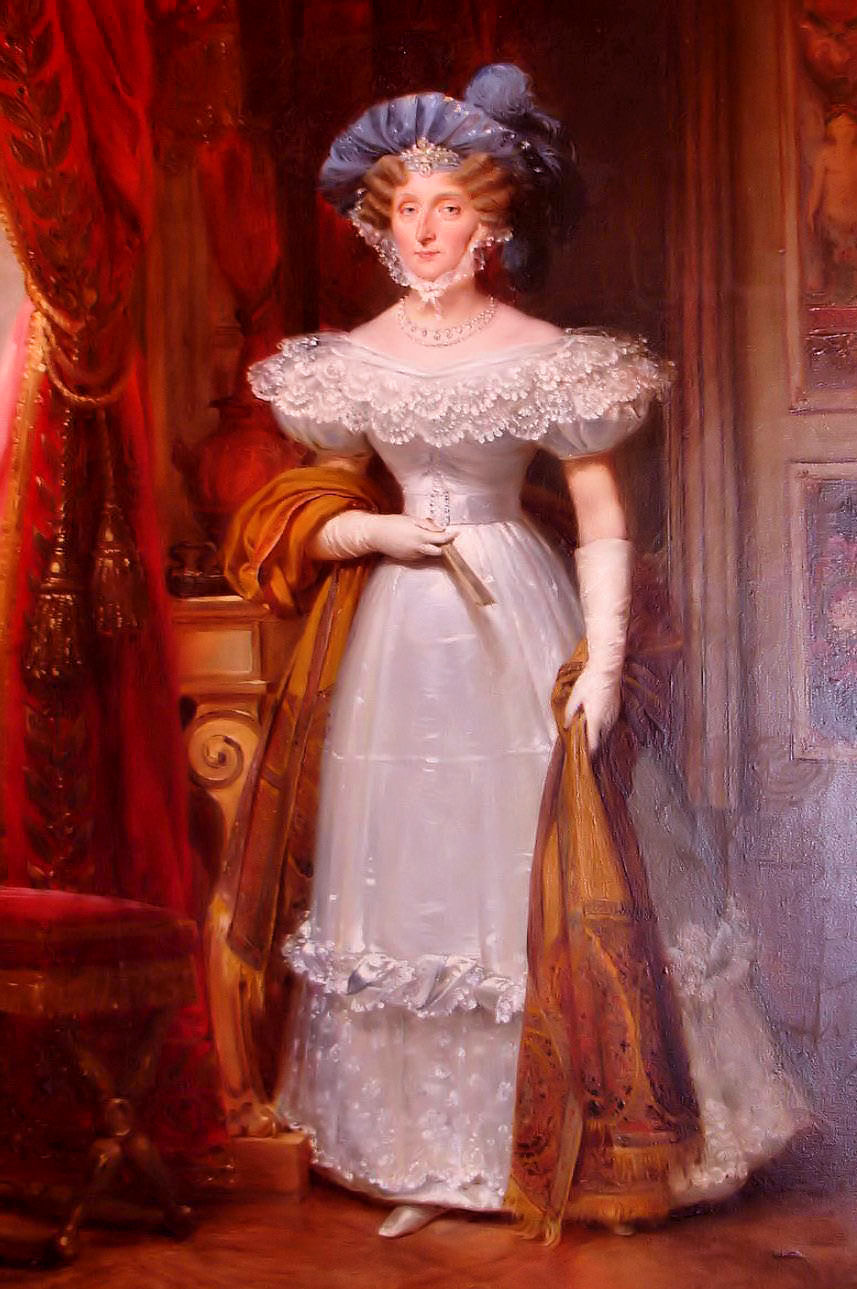
Reine Marie-Amélie, 1831, collection royale de Belgique
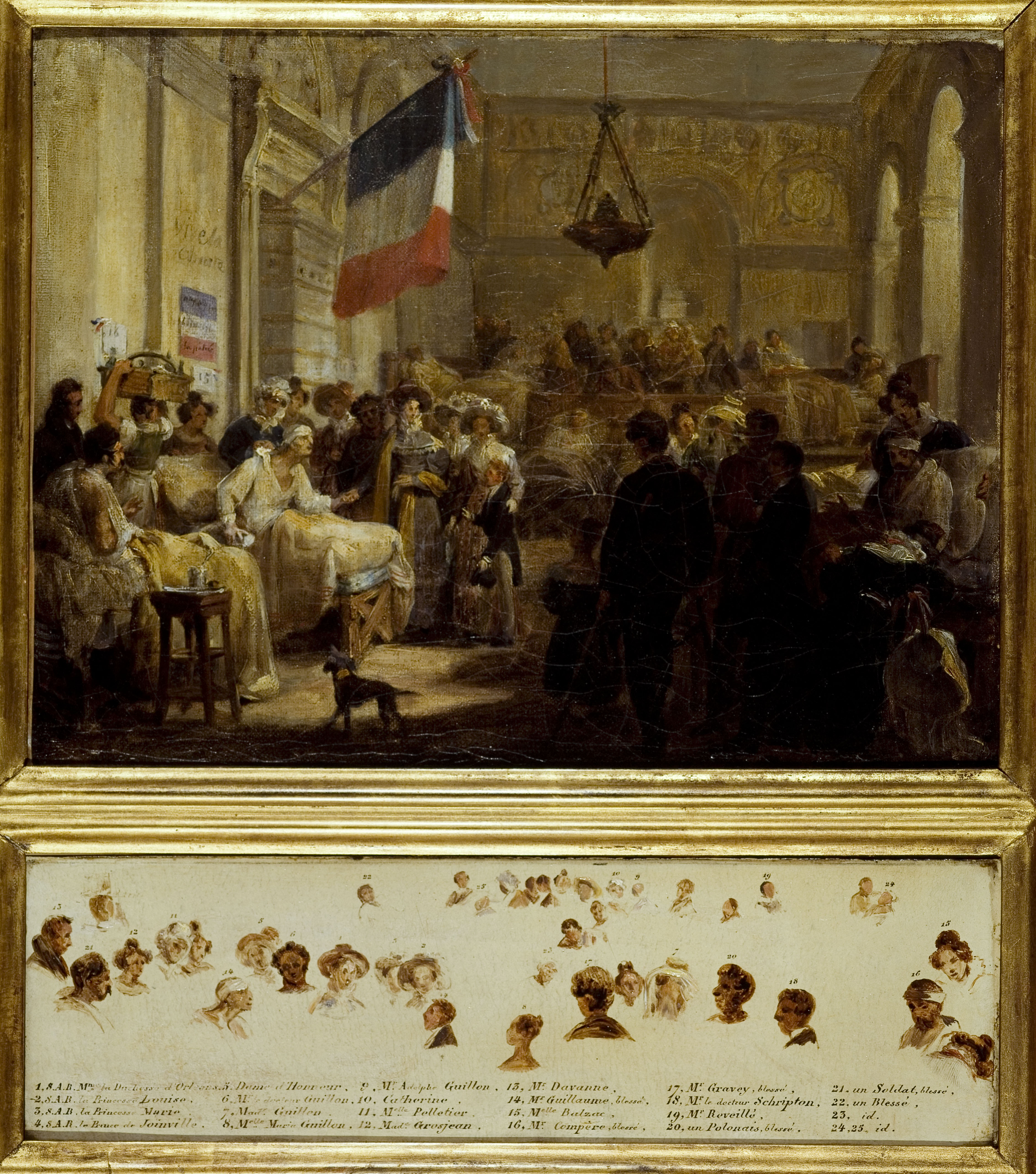
La reine Marie-Amélie, accompagnée de Madame Adélaïde, des princesses Louise et Marie et du prince de Joinville, visite les blessés de Juillet à l'ambulance de la Bourse, sous la conduite du docteur Guillon, le 25 août 1830, 1832, Musée Carnavalet
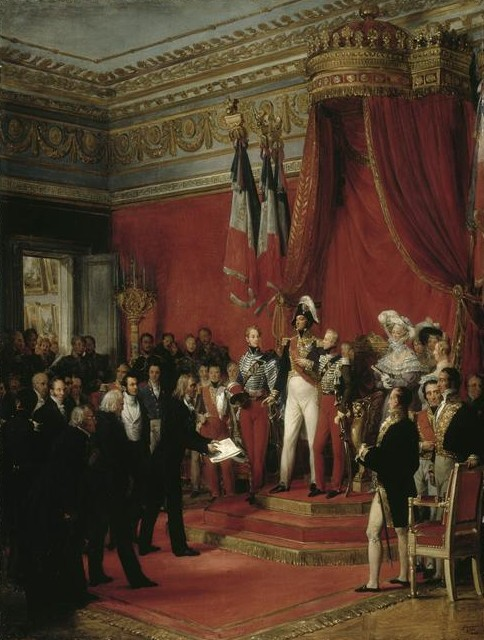
Le roi Louis-Philippe refuse la couronne offerte par le Congrés belge au duc de Nemours, le 17 février 1831, 1836, Versailles
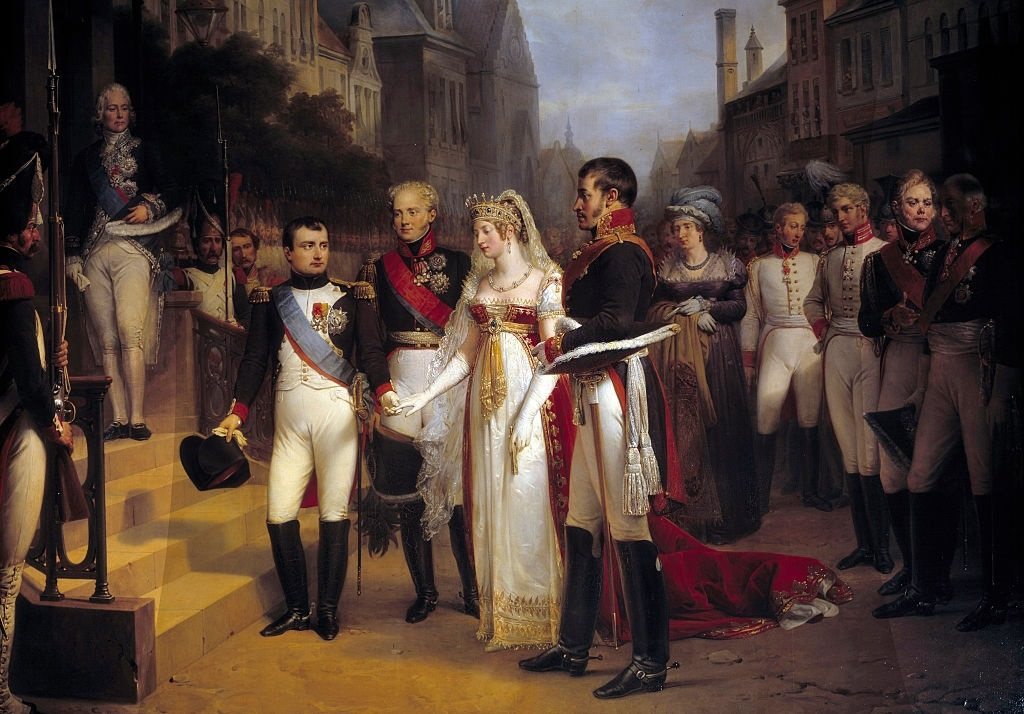
Napoléon recevant la Reine de Prusse à Tilsit, le 6 juillet 1807, 1837, Versailles
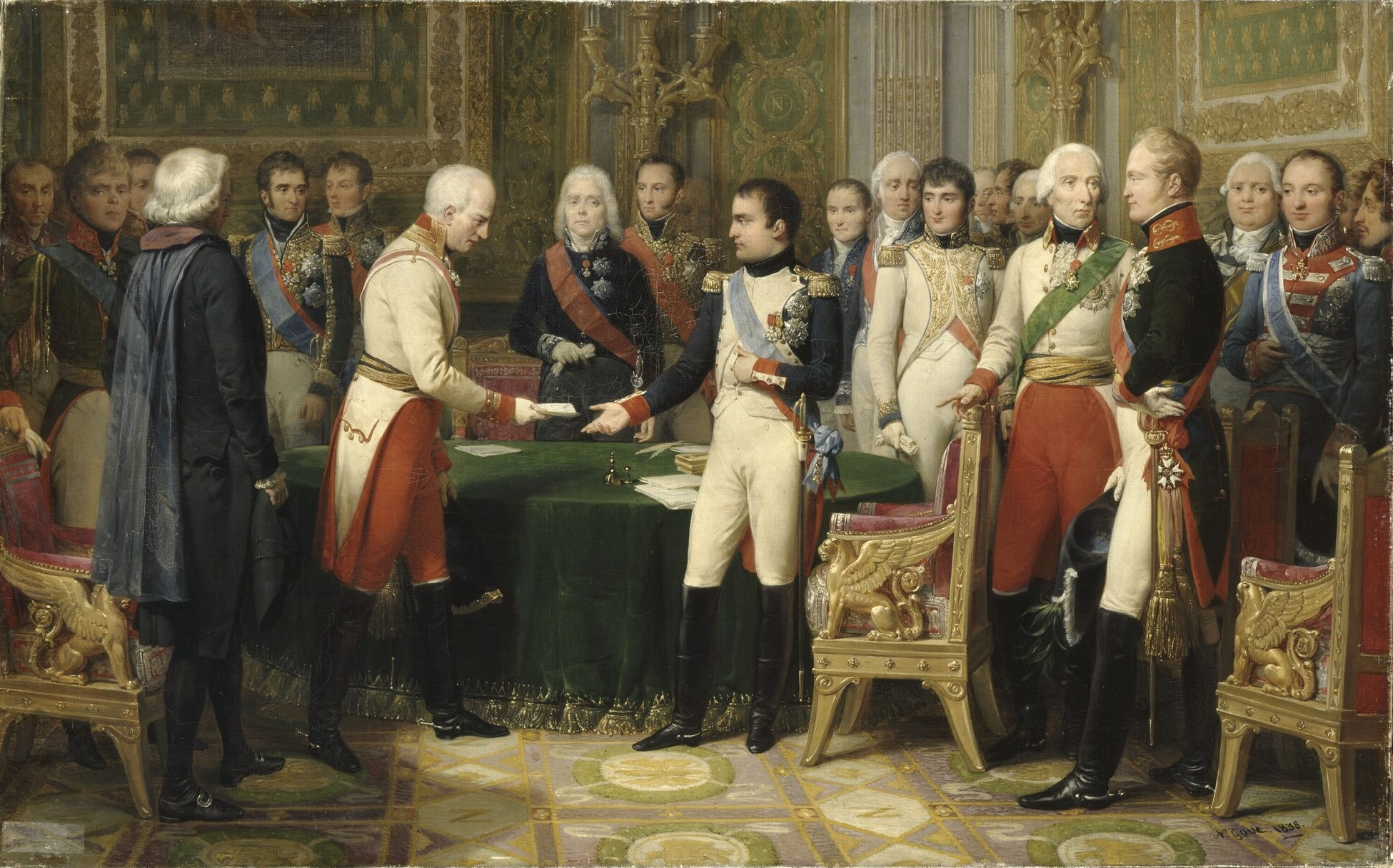
L'entrevue d'Erfurt, 27 septembre - 14 octobre 1808 : Napoléon Ier recevant le baron Vincent, diplomate autrichien et envoyé de l'empereur d'Autriche, 1838, Versailles
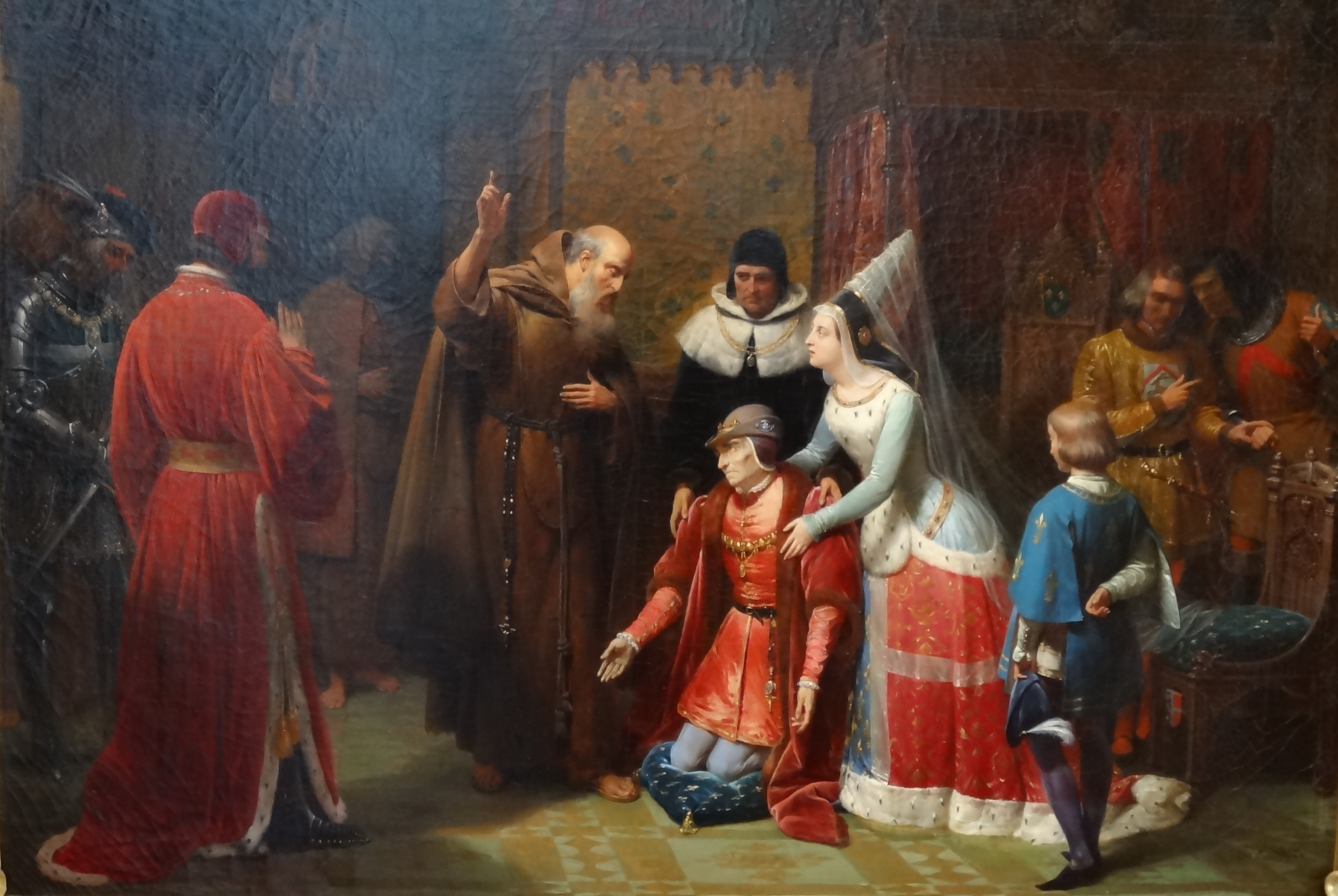
Louis XI au pied de saint François de Paule, 1843, Musée du Louvre
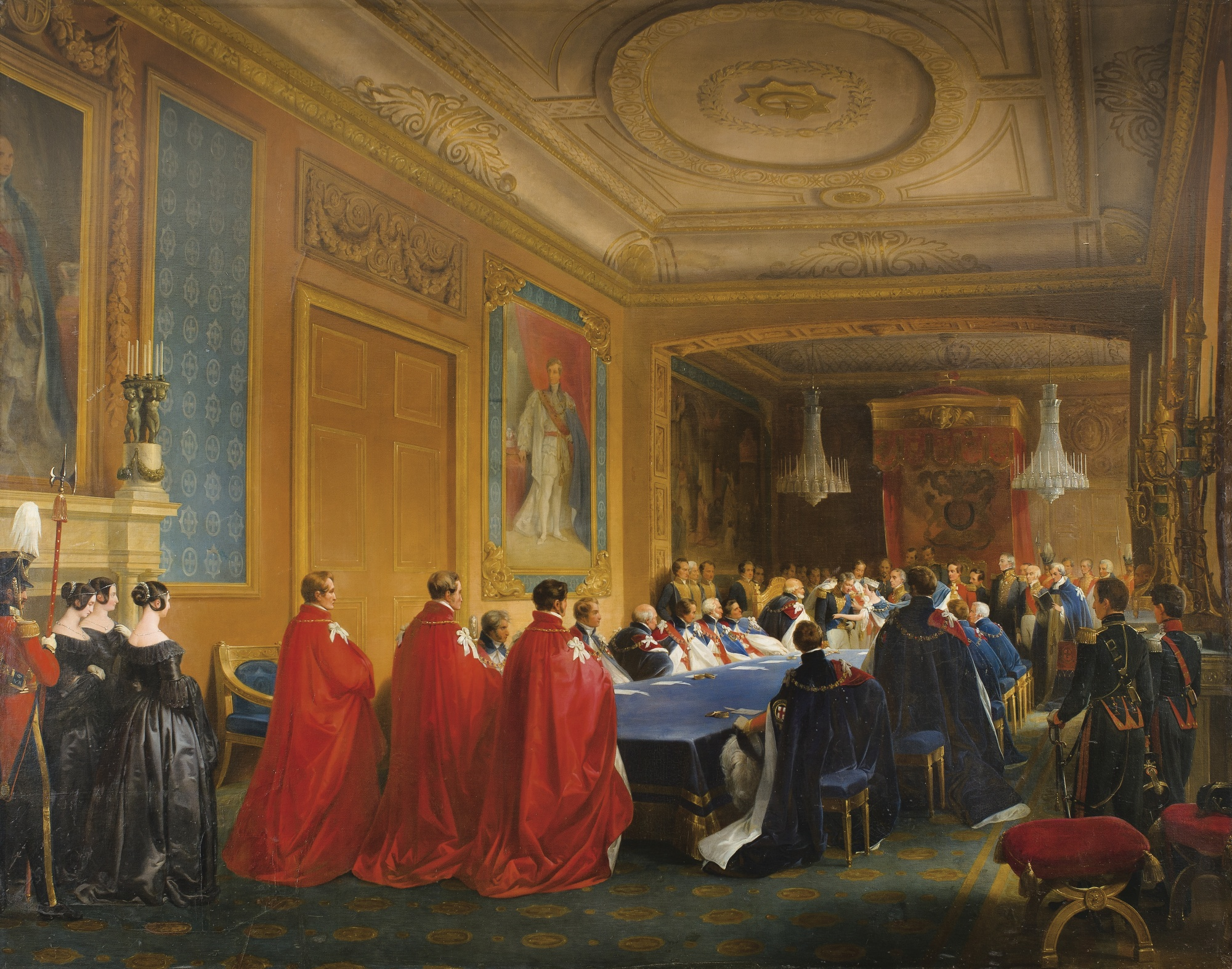
Le roi Louis-Philippe recevant l'Ordre de la Jarretière, 1844
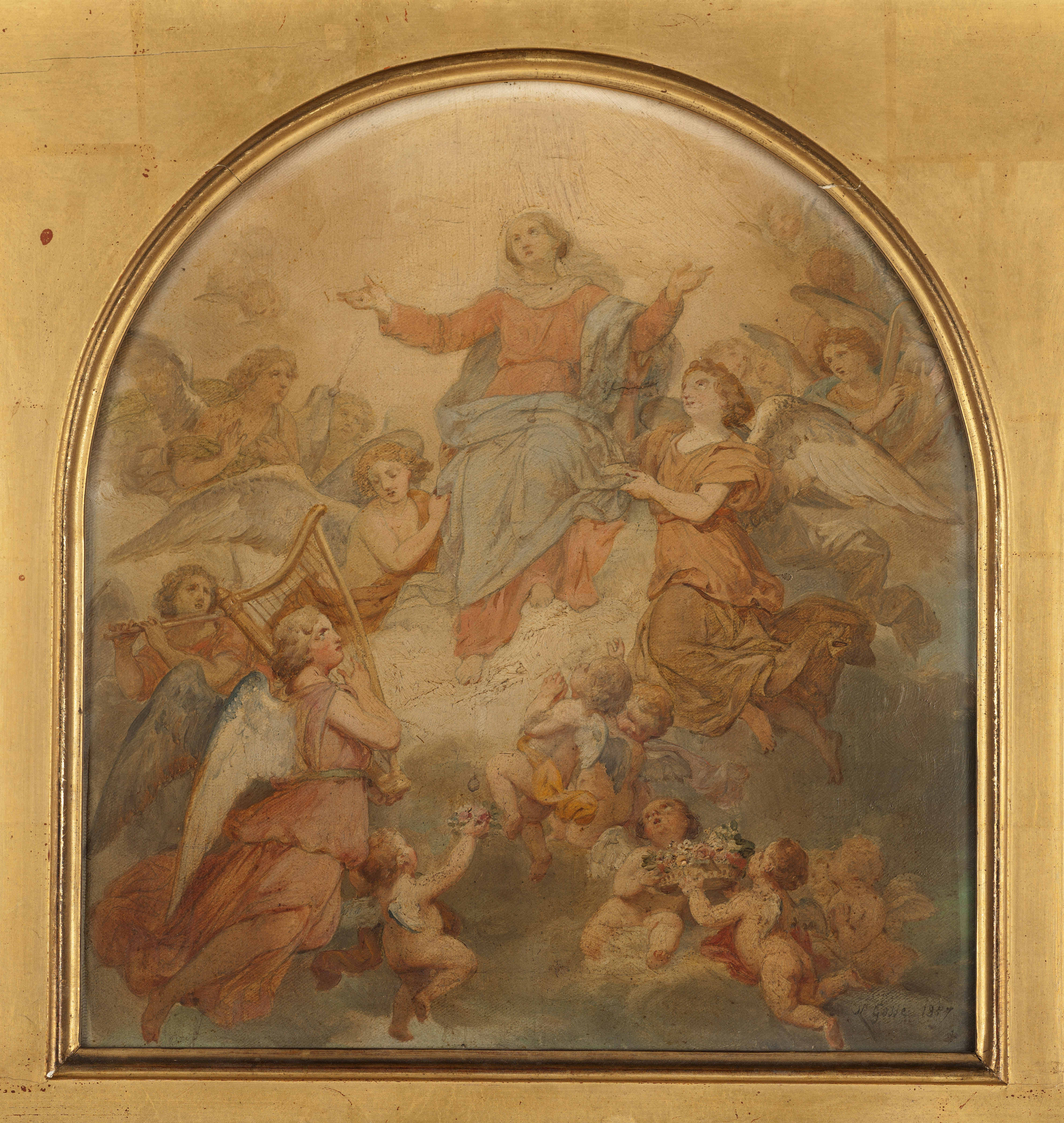
Esquisse pour l'église Saint-Nicolas-du-Chardonnet , La Vierge Triomphante, 1857, Musée des Beaux-Arts de la ville de Paris (Petit Palais)
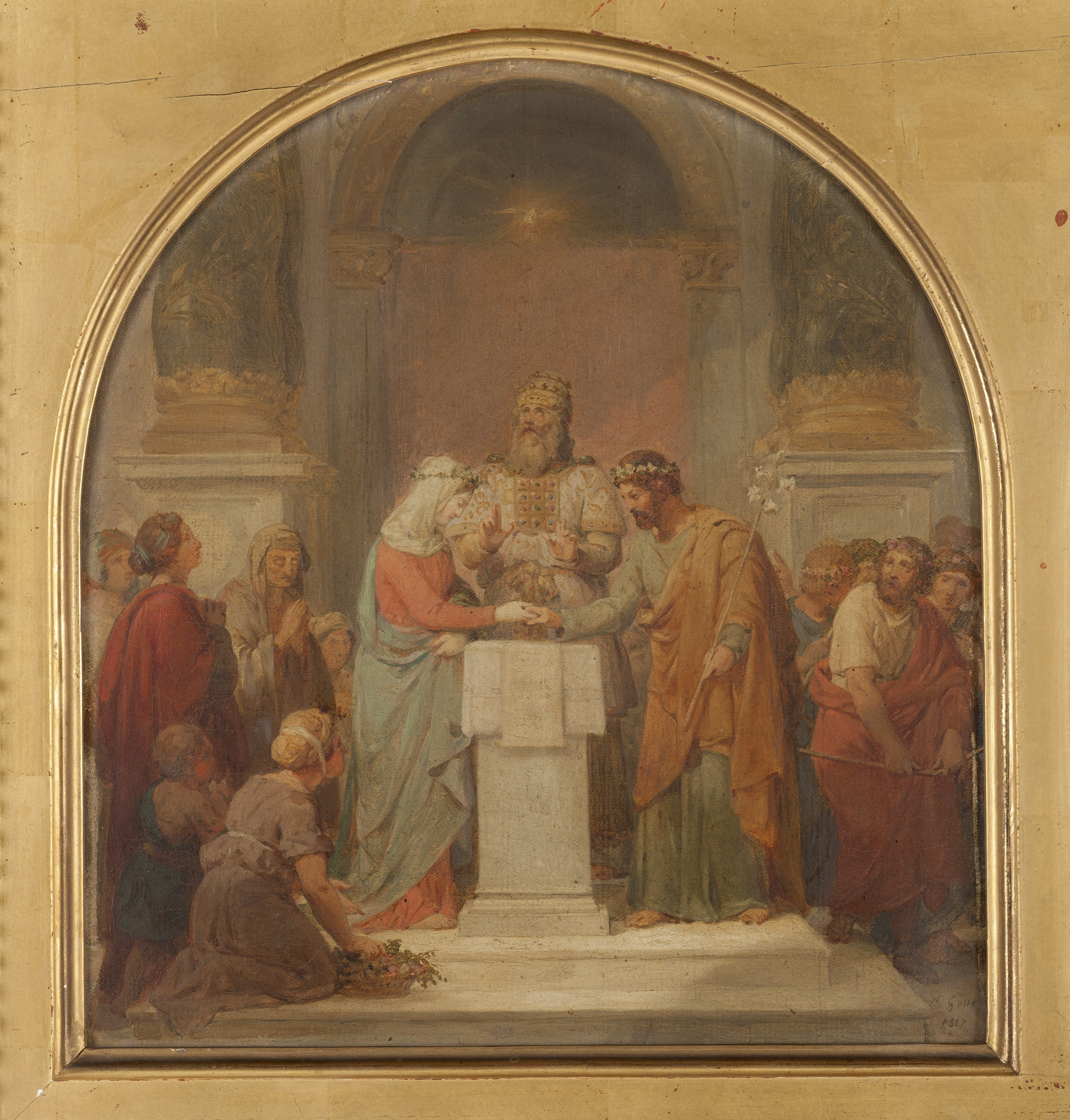
Esquisse pour l'église Saint-Nicolas-du-Chardonnet , Le Mariage de la Vierge, 1857, Musée des Beaux-Arts de la ville de Paris (Petit Palais)
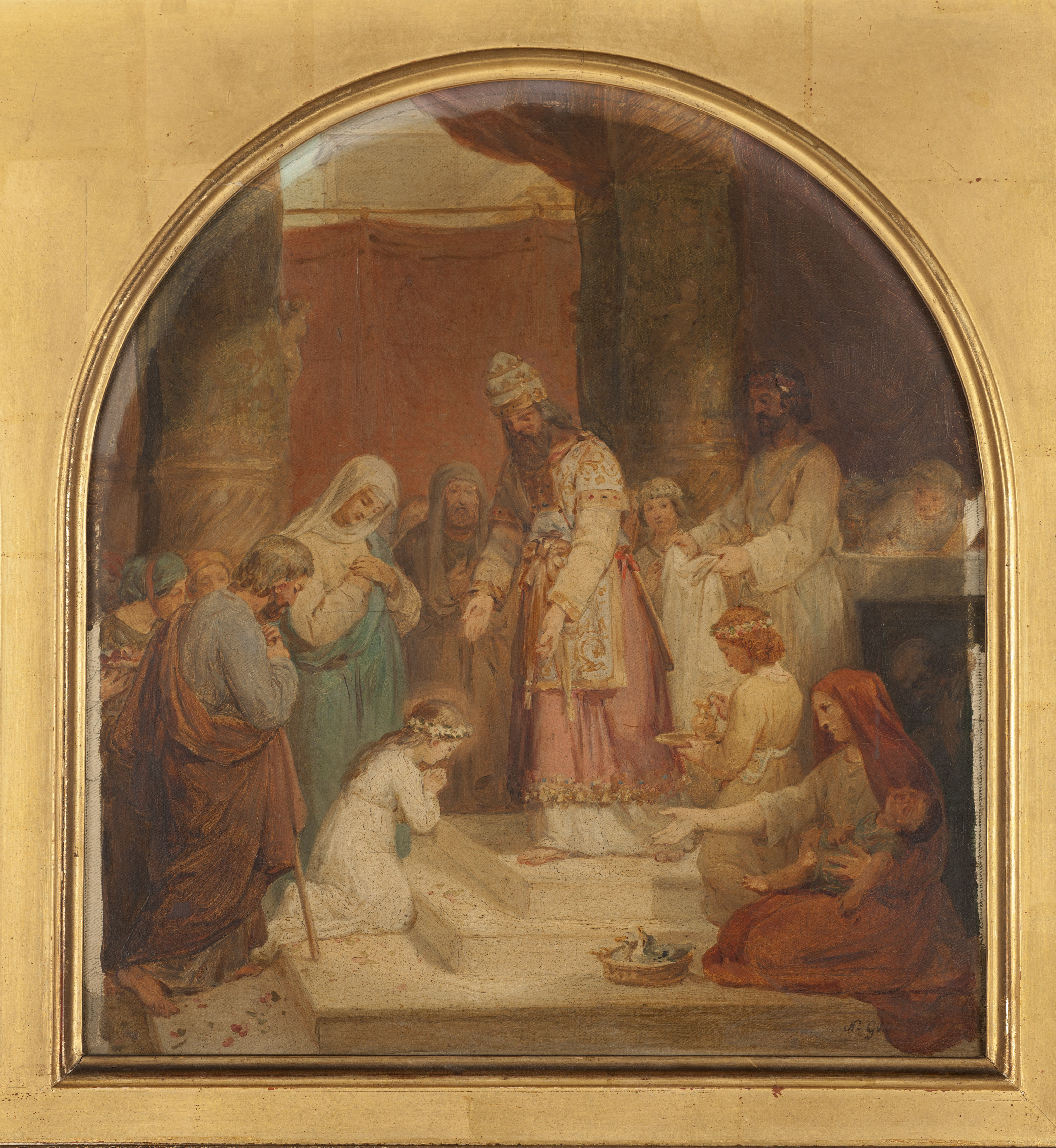
Esquisse pour l'église Saint-Nicolas-du-Chardonnet , La Présentation de la Vierge au Temple, 1857, Musée des Beaux-Arts de la ville de Paris (Petit Palais)
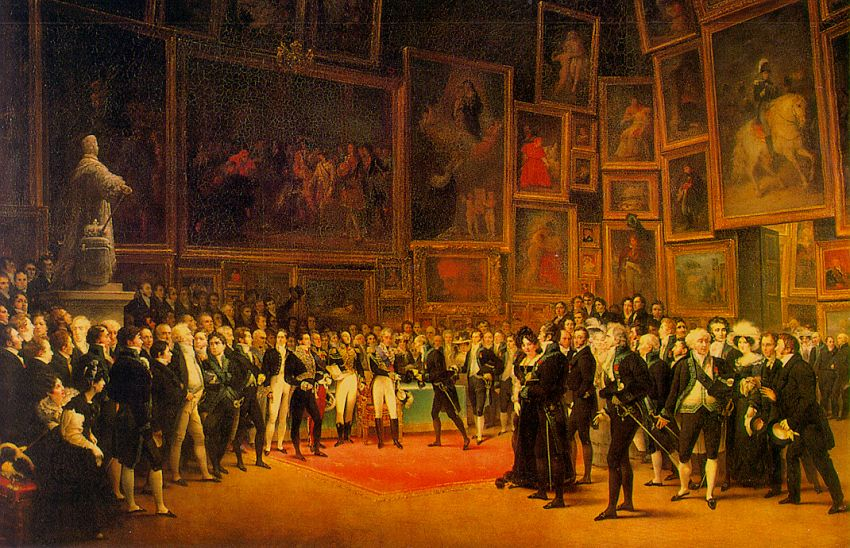
François-Joseph Heim, Charles X distribuant des récompenses aux artistes exposants du salon de 1824 au Louvre le 15 janvier 1825, 1827, Musée du Louvre - Nicolas Gosse est l'un des artistes représentés.